# 美国海军部
美国海军部（英語：United States Department of the Navy）依据美国国会法案创建于1798年4月30日，其担负的职能有：为美国海军以及美国海军陆战队提供行政管理、技术支持，并通过文官领导这两个军种（在国会或者总统授权下还领导美国海岸警卫队）。该部由海军部长领导，在海军中代号为SECNAV。海军部长由一名副部长辅佐。直至1947年美国国家军事机构成立以前，该部与美国战争部（当时陆军就隶属美国战争部，空军没有独立成军，隶属美国陆军）的部长为美国内阁成员。之后，国家军事机构于1949年更名为国防部。从而使海军部成为国防部的一个分支機關。
该部由主要位于五角大楼的行政部门以及邻近的海军附属建筑构成，并负责海军以及海军陆战队的士兵以及文职人员征召、组织、后勤、装备、训练、部署、召回及其人力资源和实物资产。该部还对海军舰艇、飞机、装备以及设施的建造、列装以及维护工作进行监督。
该部下辖两个独立军种——美国海军以及美国海军陆战队。
该部的最高军事首长为海军作战部长以及海军陆战队司令，他们均为总统和海军部长的重要海军事务顾问。他们分别领导各自的军种，并在参谋长联席会议中任职。

## 更名

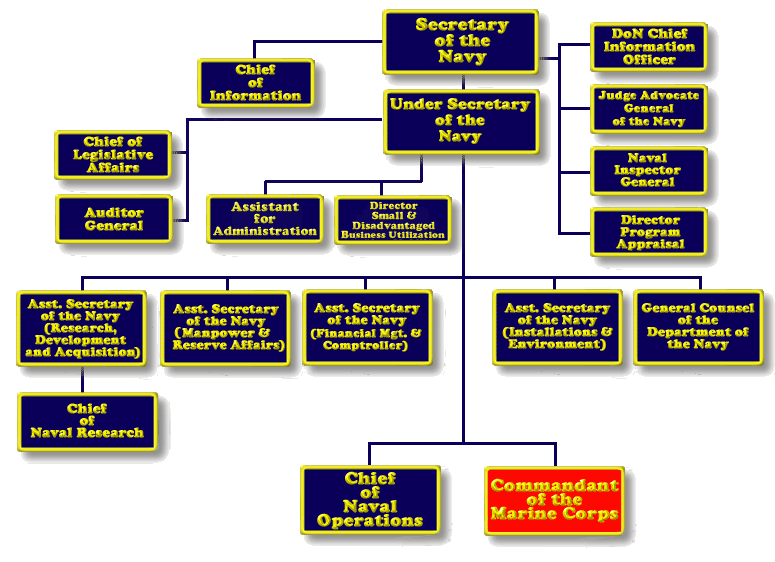
2006年美国海军部组织结构图

美国众议院第1585号决议案——2008年财年国防授权法案（NDAA），曾试图将该部更名为海军与海军陆战队部。2007年5月17日，该法案在美国众议院获得通过。
此项更名提议遭到部分国防部文官领导、海军和海军陆战队高层将领的反对。在美国参议院，该法案由一则修正案（编号：SA2011）替代，修正案删除了关于更名的提议。2007年7月9日，该修正案由参议院密歇根州民主党议员卡尔·莱文提出，于2007年10月1日获得一致通过。
众议院提议更名的议案由协商委员会否决。